# 平岡駅
平岡駅（ひらおかえき）は、長野県下伊那郡天龍村平岡にある、東海旅客鉄道（JR東海）飯田線の駅である。無人駅である。
特急「伊那路」が停車する。他に飯田・辰野方面から当駅までの区間列車が設定されている。かつては当駅まで長野・新宿方面から直通列車が運転されていた。

## 歴史
- 1936年（昭和11年）
  - 4月26日：三信鉄道温田駅 - 当駅間延伸時に、終着駅の満島駅（みつしまえき）として開設[1][2]。一般駅[2]。
  - 12月30日：三信鉄道が小和田駅まで延伸、途中駅となる。
- 1943年（昭和18年）8月1日：三信鉄道線が飯田線の一部として国有化、運輸通信省（後の日本国有鉄道）に移管[2][3]。
- 1952年（昭和27年）11月15日：平岡駅（ひらおかえき）に改称[1][2]。
- 1984年（昭和59年）
  - 1月16日：専用線発着を除く車扱貨物取扱廃止[2]。
  - 1月21日：車扱貨物取扱全廃（旅客駅化）[2]。
- 1985年（昭和60年）3月14日：荷物扱い廃止[2]。
- 1987年（昭和62年）4月1日：国鉄分割民営化に伴い、JR東海の駅となる[2][3]。
- 1988年（昭和63年）11月1日：夜間無人化。
- 1990年（平成2年）駅前広場の一角にクハ165-16の廃車体が置かれ、ふれあいタウンという喫茶店としてオープンするが、1998年（平成10年）10月に閉店、解体される。
- 2001年（平成13年）4月2日：現駅舎である「ふれあいステーション龍泉閣」の供用開始[4]。
- 2012年（平成24年）4月1日：JR全線きっぷうりばを廃止、無人駅化。

## 駅構造
島式ホーム1面2線と側線を持つ地上駅。ホームとの移動用に、ホームの為栗駅（下り）側に構内踏切がある。
以前は東海交通事業職員が駅業務を受託する業務委託駅（夜間は無人）でJR全線きっぷうりばを設置していたが、2012年4月1日から無人駅となった。飯田駅が当駅を管理している。
駅舎には、温泉・宿泊施設「ふれあいステーション龍泉閣」が併設されており、売店や地域物販店・地域PRブース・食堂等が入っている。

### のりば
| 番線 | 路線      | 方向 | 行先               |
| ---- | --------- | ---- | ------------------ |
| 1    | CD 飯田線 | 下り | 天竜峡・飯田方面   |
| 2    | CD 飯田線 | 上り | 中部天竜・豊橋方面 |

- 原則として下り列車が1番線・上り列車が2番線を使用するが、臨時急行「飯田線秘境駅号」運転時は下り普通列車1本（519M・岡谷行）が1番線停車中の秘境駅号を追越すため2番線に発着する（運行開始当初は秘境駅号が一度乗客を降車させ機回しを行っていた）。

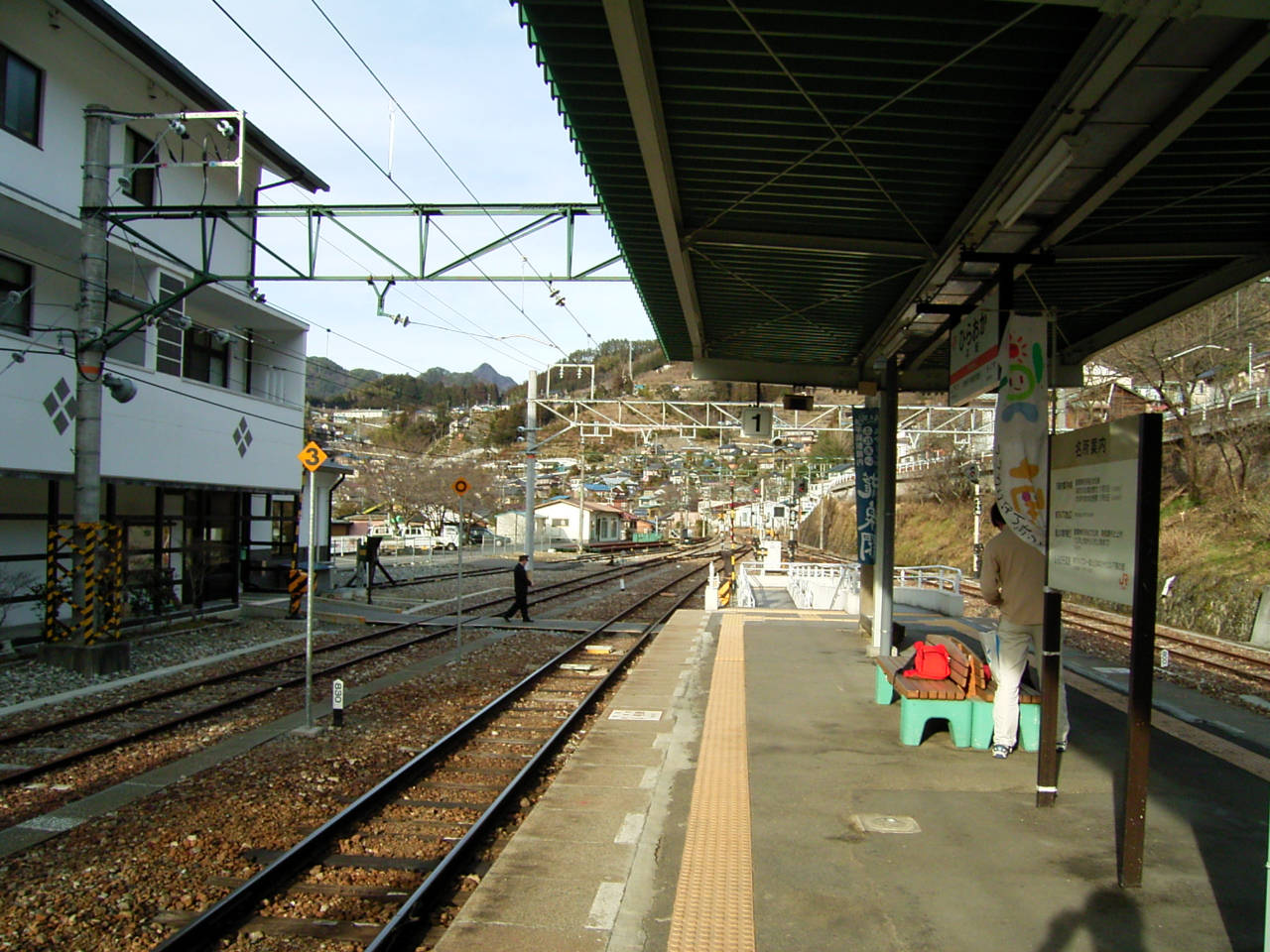
ホーム（2004年2月）

## 利用状況
「長野県統計書」によると、1日平均乗車人員は以下の通り。
- 2001年度 - 211人
- 2002年度 - 193人
- 2003年度 - 164人
- 2004年度 - 162人
- 2005年度 - 158人
- 2006年度 - 160人
- 2007年度 - 159人[1]
- 2009年度 - 106人[1]
- 2010年度 - 102人
- 2011年度 - 89人
- 2012年度 - 84人
- 2013年度 - 73人
- 2014年度 - 66人
- 2015年度 - 68人
- 2016年度 - 64人[7]
- 2017年度 - 69人[8]
- 2018年度 - 51人[9]
- 2017年度 - 69人
- 2018年度 - 51人
- 2019年度 - 46人
- 2020年度 - 31人
- 2021年度 - 31人

## 駅周辺施設
平岡駅周辺には、下記が立地する。
- 満島屋（食品スーパー）[10][11]
  - 休憩スペース、コインランドリーを持つ
  - 営業時間：9:00～19:00
  - 定休日：日曜日、1月1日～3日

- ふれあいステーション龍泉閣（複合宿泊施設）[12]
  - 宿泊施設、売店、展望風呂「龍泉の湯」（日帰り入浴可）、レストラン「レストラン龍泉」などを持つ
  - 展望風呂の営業時間：平日 15:00～21:00（最終受付20：00）、土日祝 12:00～21:00（最終受付20：00）
  - レストランの営業時間：11:00～14:00、17:30～20:00

- 天龍村図書館[13]
  - 開館時間：10:00～18:00
  - 休館日：月曜日、月末日、祝日、年末年始（12月29日～1月4日）、整理期間

## 駅周辺
天龍村の玄関口であり、国道418号により遠山郷（飯田市南信濃）方面へ通じている。
- 天龍村役場
- 天龍村立天龍小学校
- 天龍村立天龍中学校
- 長野県道1号飯田富山佐久間線
- 飯田信用金庫天龍支店
- 遠山タクシー有限会社
- 平岡ダム[1]
- 天竜川

### 駅接続のバス路線
JR平岡駅より利用可能なバス路線は、3路線運行されている（2024年11月現在）。
- 信南交通バス、平岡線[14]
  - 平岡 - 和田 - かぐらの湯
  - 飯田市・遠山地区（旧 南信濃村域）とJR平岡駅を結ぶ
  - 路線バスと乗合タクシーの2方式で運行されている

- 天龍村営バス・神原線、おきよめ号[15]
  - 平岡郵便局 - JR平岡駅 - 大河内
  - 天竜川西岸の旧神原村域とJR平岡駅を結ぶ
  - 天龍温泉 おきよめの湯と結ぶ、所要時間 約30分[16]

- デマンドバス「やまびこデリ号」（事前予約制バス） [17]
  - 村内各地 - 平岡商店街
  - 予約が必要。乗車日の2営業日前の17時までに要予約。予約がない場合は運行しない。運賃は1回 200円/人、小学生は 100円/人[15]

## 隣の駅
東海旅客鉄道（JR東海）
CD 飯田線
- 特急「伊那路」、臨時急行「飯田線秘境駅号」停車駅

■快速（上りのみ運転、当駅まで各駅に停車）
伊那小沢駅 ← 平岡駅 ← 為栗駅
■普通
鶯巣駅 - 平岡駅 - 為栗駅（一部通過） - 温田駅
1951年（昭和26年）7月31日まで、為栗駅との間に遠山口駅が存在した。

## 観光パンフレット
- 天龍村案内図 [18]
- 天龍村観光パンフレット [19]

### 秘境駅間コースの案内パンフレット
天龍村では、観光振興の一環として、ウォーキングコースを紹介するパンフレットを作成している。その中に、秘境駅間のコースがある。秘境駅訪問時、列車待ちの時間帯でのウォーキングが可能である
- 天龍村を歩いて知ろう　秘境駅の巻[20][21][22]
  - 為栗（してぐり）駅～平岡駅（信濃恋し・湖岸道路コース、片道約7km、約90分）
  - 平岡駅～鶯巣（うぐす）駅（浄心の滝コース、片道約3km、約45分）
  - 鶯巣（うぐす）駅～伊那小沢駅（県下一早い桜コース、片道約3km、約45分）
  - 伊那小沢駅～中井侍駅（中井侍の三十三所観音コース、片道約4km、約70分、途中にビューポイントあり）
  - 伊那小沢駅～中井侍駅（なかいさむらい駅コース、片道約3km、約45分）

### 近隣の秘境駅
- 為栗駅
- 鶯巣駅
- 伊那小沢駅
- 中井侍駅